# STS-127
STS-127 (englisch Space Transportation System) ist eine Missionsbezeichnung für einen Flug des US-amerikanischen Space Shuttles Endeavour (OV-105) der NASA. Es handelte sich um die 127. Space-Shuttle-Mission und den 23. Flug der Raumfähre Endeavour.
Der Start erfolgte am 15. Juli 2009, nachdem es am 13. und 17. Juni sowie am 11., 12. und 13. Juli 2009 wegen Problemen mit einem Ventil und schlechten Wetters zu Startabbrüchen kam.
Die Mission STS-127 brachte eine Experiment- und eine Logistikplattform (Japanese Experiment Module – Exposed Facility (JEM EF) und Japanese Experiment Logistics Module – Exposed Section (ELM-ES)) des japanischen Kibō-Moduls zur Internationalen Raumstation (ISS) und vervollständigte damit den japanischen Teil der Station. Außerdem war noch ein Frachtträger (ICC-VLD) an Bord, auf dem Ersatzteile für die ISS befestigt waren. Nach dem Stationsbesuch wurden die Satellitenexperimente DRAGONSat und ANDE-2 ausgesetzt.

## Mannschaft
- Mark Polansky (3. Raumflug), Kommandant
- Douglas Hurley (1. Raumflug), Pilot
- Christopher Cassidy (1. Raumflug), Missionsspezialist
- Thomas Marshburn (1. Raumflug), Missionsspezialist
- David Wolf (4. Raumflug), Missionsspezialist
- Julie Payette (2. Raumflug), Missionsspezialistin ( CSA/ Kanada)

### ISS-Besatzung Hinflug
ISS-Expedition 20
- Timothy Kopra (1. Raumflug), Bordingenieur[1]

### ISS-Besatzung Rückflug
ISS-Expedition 19
- Kōichi Wakata (3. Raumflug), Bordingenieur ( JAXA/ Japan)

## Vorbereitung

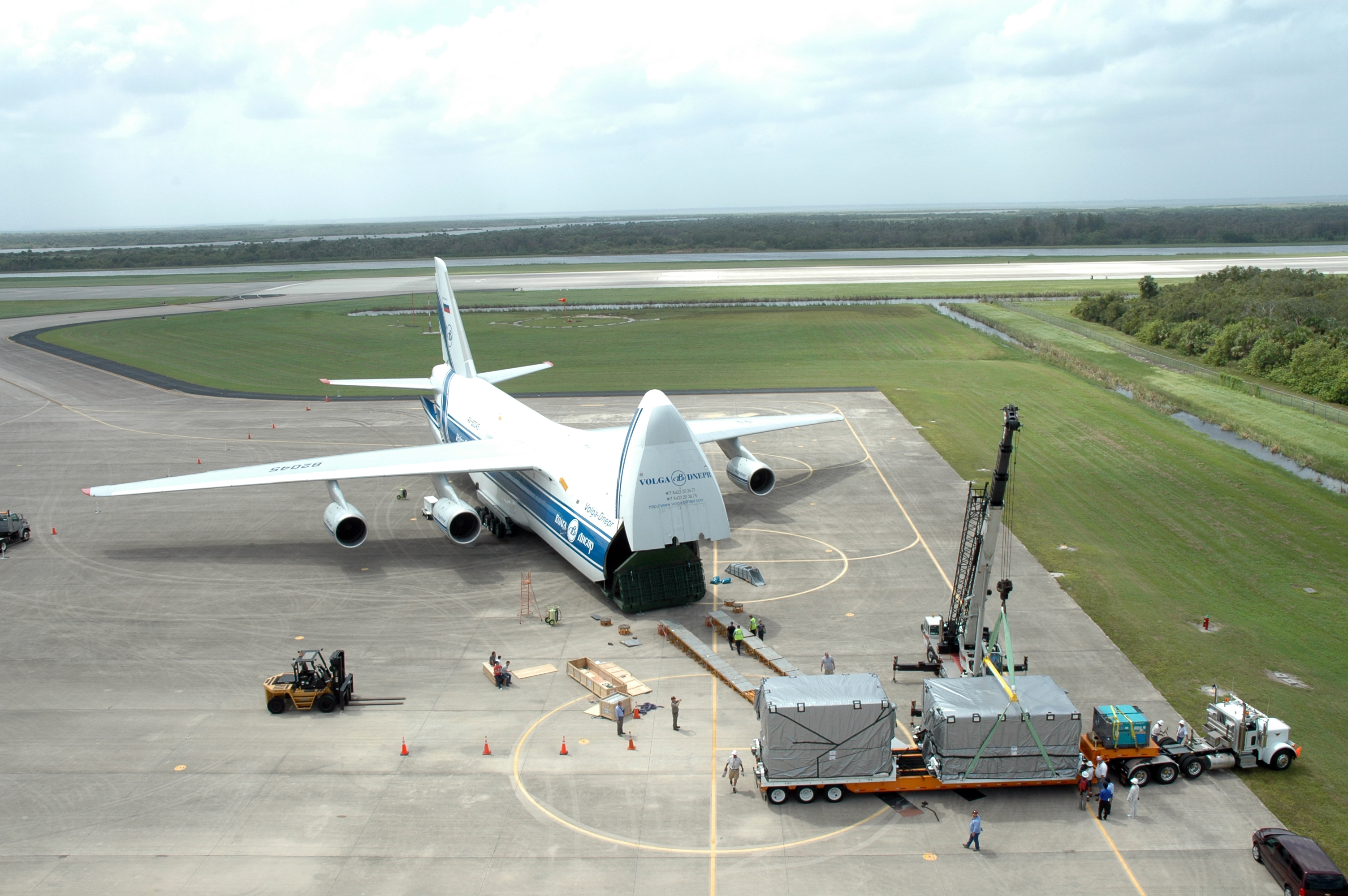
Anlieferung der Kibō-Module mit einer An-124 im KSC

Am 24. September 2008 wurden die betreffenden Komponenten des Kibō-Segments am Kennedy Space Center angeliefert und anschließend dort eingelagert. Anfang Februar wurde mit der Montage der Feststoffraketen begonnen, wenig später wurde der Außentank zwischen ihnen befestigt. Die Endeavour wurde am 10. April zum VAB überführt und über das Osterwochenende am externen Tank angebracht. Am 17. April wurde sie dann in Vorbereitung auf eine mögliche STS-400-Mission zur Startanlage 39B gerollt. Dort blieb sie, bis STS-125 gelandet war. Am 31. Mai führte sie den letzten Rollaround der Shuttlegeschichte durch, was sämtliche Shuttleaktivitäten auf Startanlage B beendete. Während des Flight Readiness Reviews am 3. Juni wurde der 13. Juni als erster Starttermin bestätigt. Zeitgleich fand der Terminal Countdown Demonstration Test statt, bei dem sich die Besatzung mit der Bodenausrüstung zur Evakuierung befasste. Sie flog anschließend nach Houston zurück und kehrte in der Nacht vom 8. zum 9. Juni (Ortszeit) zurück zum Cape. Der Countdown begann einen Tag später.

### Startverzögerungen
Der ursprünglich für den 13. Juni geplante Start musste während des Tankvorgangs abgebrochen werden, da an der Entgasungsleitung des Wasserstoff-Außentanks ein Leck aufgetreten war, das dort die Konzentration von Wasserstoff über den wegen der Brandgefahr maximal tolerierbaren Wert von 4 % ansteigen ließ. Da dieses Problem vor nur wenigen Monaten bereits beim ersten Startversuch von STS-119 aufgetreten war, ging man davon aus, die Probleme rasch beheben und am 17. Juni erneut einen Versuch wagen zu können.
In den Folgetagen wurde die gleiche Methode wie bei STS-119 angewandt und die Verbindungsplatte ausgetauscht. Während des Betankens am 16. Juni stellte sich jedoch heraus, dass dies das Problem diesmal nicht gelöst hatte, da das Leck erneut auftrat. So wurde der Start erneut ausgesetzt und konnte frühestens am 11. Juli erfolgen, da die ISS vom 6. bis zum 10. Juli in einem „beta-cutout“ liegt. Dabei ist sie permanent der Sonne ausgesetzt, wodurch das Shuttle überhitzen würde.
Als Ursache für die Undichtheit stellte sich ein schief eingebautes Ventil im Außentank heraus, so dass am 1. Juli 2009 erfolgreich ein Tanktest mit der geänderten Dichtung durchgeführt werden konnte. Daraufhin begann man mit den Vorbereitungen für den Start. Die Crew traf am 7. Juli wieder am Startplatz ein, am Folgetag lief auch der Countdown an.

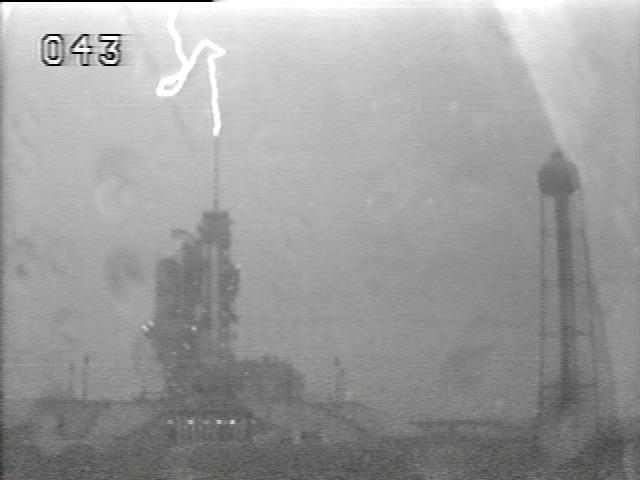
Ein Blitz schlägt auf der Startrampe ein

Am 10. Juli ging ein schweres, für diese Jahreszeit in Florida jedoch typisches Unwetter über Cape Canaveral nieder. Während des Unwetters wurde der Blitzableiter der Startrampe neben der Raumfähre getroffen, jedoch entstanden keine erkennbaren Schäden, und der Countdown wurde normal fortgesetzt. Insgesamt kam es zu elf Einschlägen in einem Umkreis von rund 600 Metern. Sieben dieser Einschläge trafen Gebäude auf der Startanlage. Noch am selben Tag wurde die Arbeitsbühne für die Nutzlastbucht wegbewegt. Kurz vor Beginn des Betankens wurde der Startversuch jedoch abgebrochen, um mehr Zeit für das Durchsehen der Daten des Unwetters zu haben. Es wurden bei diesen Untersuchungen keine Gründe gefunden, die einen erneuten Aufschub des Starts erforderten, sodass am 12. Juli ein Startversuch unternommen wurde. Schlechtes Wetter führte jedoch zu einer erneuten Verschiebung um 24 Stunden. Der nächste Versuch sollte am 13. Juli um 22:51 UTC erfolgen. Bei diesem Versuch sollte jedoch eine zusätzliche Wetterregel nötig werden, die einen Start bei Regen auf der Startanlage untersagt. Dies war nötig, da eine der Abdeckungen der Manövrierdüsen sich teilweise gelöst hatte. Wäre Wasser in diese eingedrungen, hätte es gefrieren und die Düse arbeitsunfähig machen können. Zwar kam es nicht zum Regen auf der Anlage, jedoch standen andere Wetterregeln einem Start erneut im Weg. Da die Wetterbedingungen am Folgetag nicht besser sein würden und man die Abdeckung der Düse ersetzen wollte, entschied man sich für eine 48-stündige Verschiebung.

## Missionsverlauf

### Start, Rendezvous und Kopplung

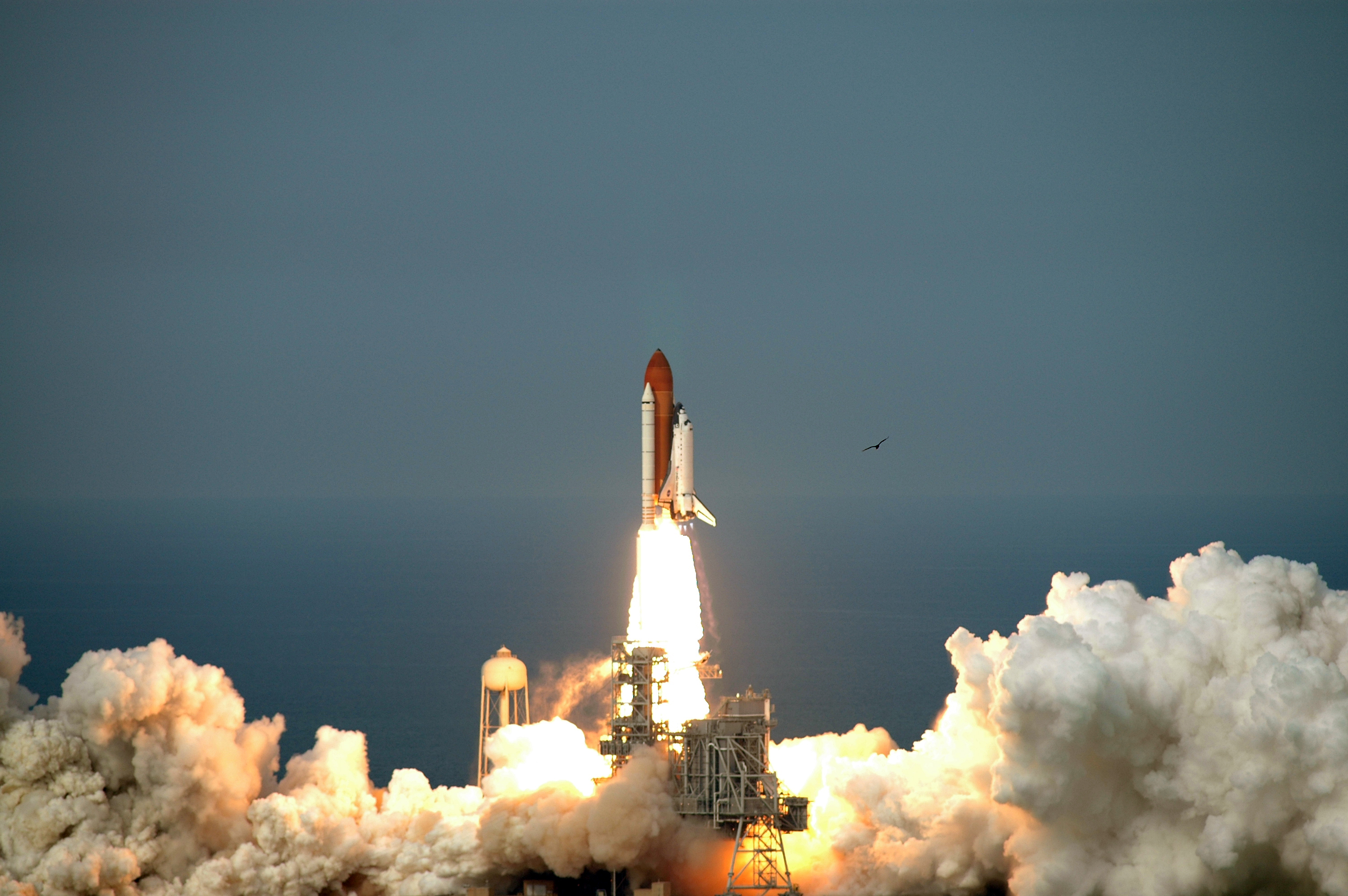
Die Endeavour hebt ab.

Am Mittwochabend, den 15. Juli, glückte der Start der Raumfähre im sechsten Anlauf um 22:03 UTC. Zwei Minuten nach dem Start wurden die Booster abgeworfen, nach sechs weiteren Minuten die Triebwerke deaktiviert und der Tank abgetrennt. Neben einigen Triebwerkszündungen wurde im Verlauf des Tages auch der Roboterarm aktiviert und für die Inspektionen am Folgetag vorbereitet.
Am zweiten Flugtag stand die Inspektion der empfindlichen Teile des Hitzeschildes an. Mittels des Orbiter Boom Sensor Systems untersuchte man die „Nase“ und die Vorderflügelkanten der Raumfähre auf Schäden. Die Videoauswertung des Starts zeigte mögliche kleine Schäden an manchen Hitzeschutzkacheln durch herabfallende Schaumstücke der Tankisolierung auf. Zudem bereitete man die Raumanzüge auf die fünf Ausstiege vor und begann, Geräte für das Kopplungsmanöver zu aktivieren. Am dritten Flugtag näherte man sich der Station und begann das Rendezvous. Vor der eigentlichen Kopplung führte die Endeavour das Rendezvous Pitch Maneuver durch, währenddessen die ISS-Besatzung Fotos vom unteren Hitzeschild anfertigte, sodass auch dieser auf Schäden untersucht werden konnte. Um 17:47 UTC erfolgte die Kopplung, ca. zwei Stunden später, nach Öffnung der Luken, befanden sich erstmals 13 Personen gleichzeitig auf der ISS. Als eine der ersten Aufgaben wurde der speziell angepasste Sojussitz von Kōichi Wakata gegen den von Timothy Kopra ausgetauscht. Um 21:22 UTC wurde der Wechsel offiziell vollzogen, sodass nun Wakata zu STS-127 und Kopra zur ISS-Expedition 20 gehörten. Zudem begannen die Vorbereitungen auf den ersten Ausstieg, indem sich David Wolf und Tim Kopra zum Campout in die Luftschleuse Quest begaben.

### Arbeiten an der ISS

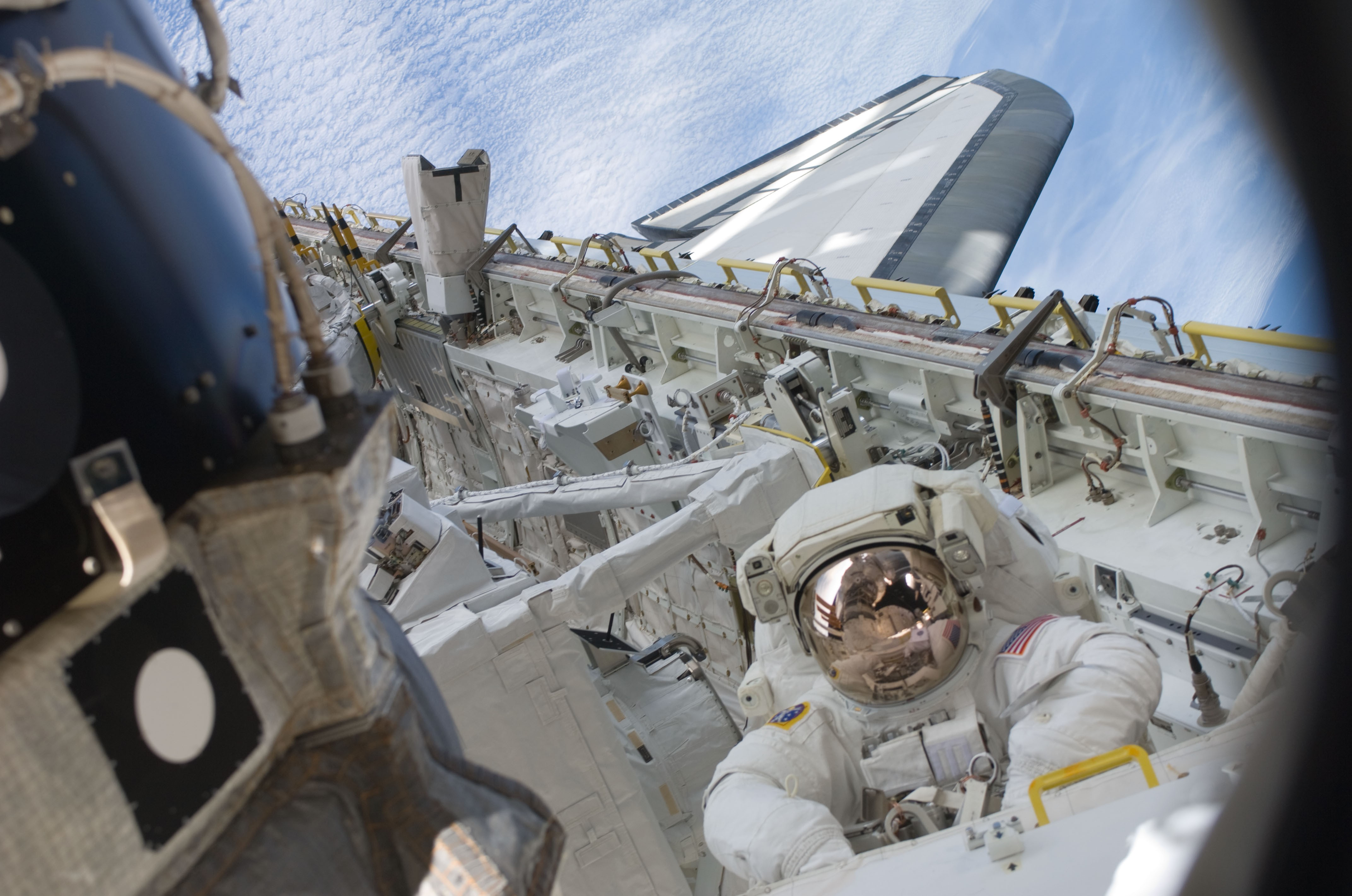
Tim Kopra in der Ladebucht der Endeavour

Am vierten Flugtag (18. Juli) begannen die Arbeiten zur Installation der Außenanlagen des Kibō-Moduls. Mit dem Canadarm2 der Station, gesteuert von Doug Hurley und Kōichi Wakata, wurde die Außenplattform (JEM EF) aus der Ladebucht der Endeavour bewegt und dem Roboterarm des Shuttles übergeben, der von Mark Polansky und Julie Payette bedient wurde. Nachdem der Roboterarm der Station in die Montageposition gefahren war, übernahm er wieder die Plattform vom Shuttlearm um sie dann letztendlich am Labormodul (PM) zu befestigen. Wolf und Kopra begannen die erste EVA um 16:19 UTC als sie die Raumanzüge auf interne Versorgung schalteten. Sie bereiteten die Kopplungsmechanismen von Labormodul und Außenplattform zum Andocken vor. Weiterhin gelang es ihnen mit einem Spezialwerkzeug den Kopplungspunkt für externe Nutzlasten (UCCAS) an der P3-Gitterstruktur aufzuklappen. Dieser hatte sich während STS-119 verhakt. Trotz der Sprechfunkprobleme wurden alle primären Aufgaben nach 5 Stunden und 32 Minuten abgeschlossen und die Außenbordaktivitäten endeten 21:51 UTC. Schon früh am Missionstag informierte die Missionsleitung die Crew über den guten Zustand des Hitzeschilds der Endeavour, sodass keine vertiefte Inspektion nötig wird.
Am fünften Missionstag (19. Juli) fanden keine Außenbordaktivitäten statt. Da man keine weitere Inspektion des Shuttle-Hitzeschilds brauchte, konnte die Besatzung zusätzliche Zeit für das Umladen von Versorgungsgütern und Ausrüstung vom Shuttle zur Station aufwenden. Weiterhin wurde mit Hilfe der Roboterarme der Endeavour (kontrolliert von Mark Polansky und Doug Hurley) und der ISS (Julie Payette und Tim Kopra) der Integrierte Frachtträger (ICC-VLD) vom Shuttlefrachtraum zum Mobilen Basissystem des Stationsarms gebracht, wo er vorübergehend befestigt wurde. Dies erlaubte es Dave Wolf und Tom Marshburn, die auf dem ICC-VLD angebrachten Ersatzteile während der nächsten EVA zur Lagerplattform ESP-3 am Stationsausleger P3 zu transferieren. Wolf und Marshburn verbrachten den Rest ihres Tages damit, die Spezialwerkzeuge vorzubereiten, die Arbeitsschritte zu prüfen und das Campout in der Luftschleuse Quest zu beginnen. Währenddessen fiel die Toilette im Destiny-Modul aus, das Waste and Hygiene Compartment (WHC). Mike Barratt und Frank De Winne begannen daraufhin verschmutzte Teile auszutauschen. Der Ausfall des WHCs hat aber keine Konsequenzen für die Mission, weil ein ähnliches System auf der Endeavour sowie die Anlagen im russischen Swesda-Modul zur Verfügung stehen.

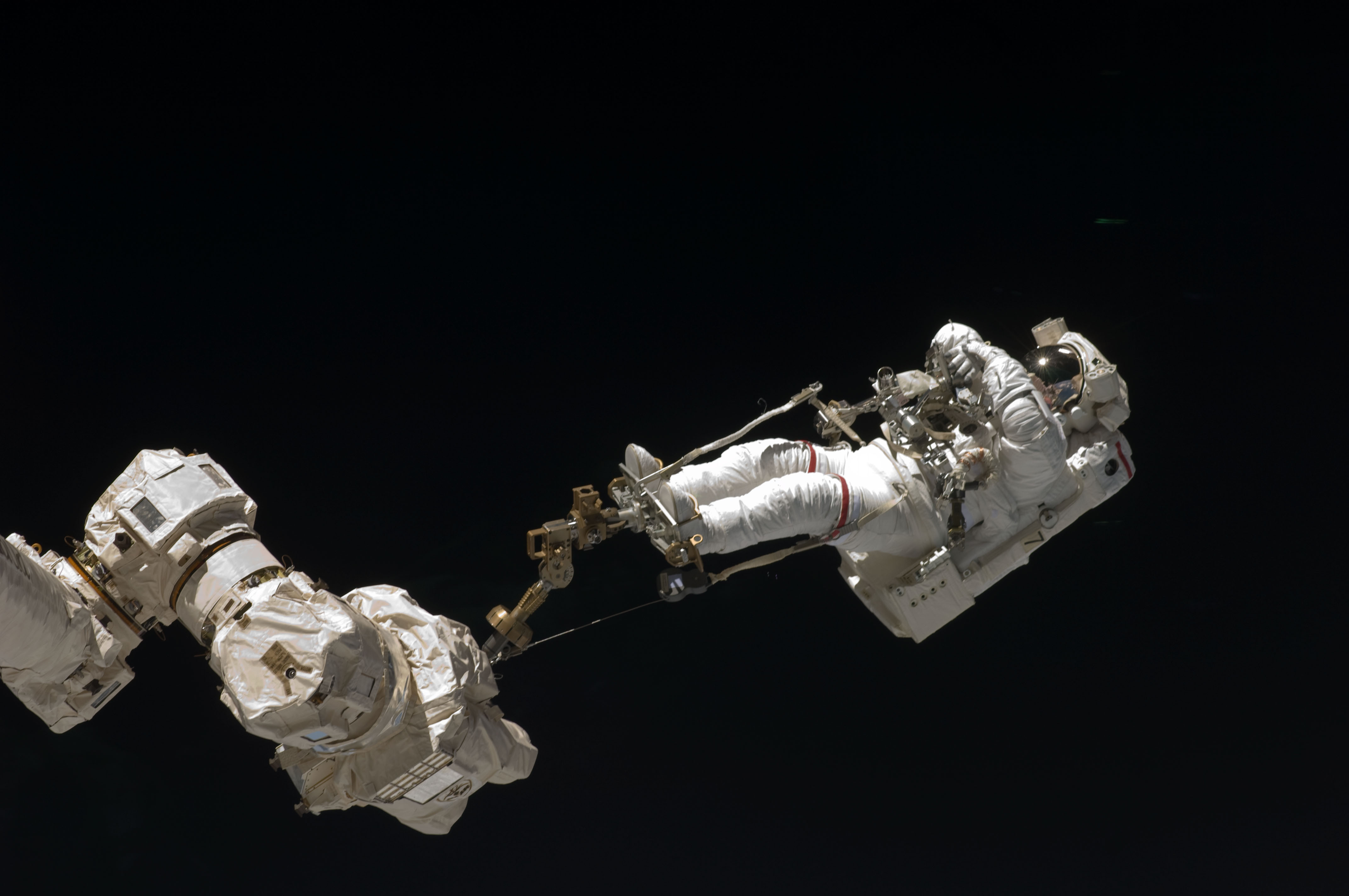
Dave Wolf reitet auf dem Roboterarm der ISS.

Der sechste Missionstag (20. Juli) stand im Zeichen des 40. Jahrestages der ersten bemannten Mondlandung von Apollo 11. Zum zweiten Weltraumausstieg verließen Dave Wolf und Tom Marshburn die Luftschleuse Quest um 15:27 UTC. Wolf entfernte eine Ku-Band Weltraum-Boden-Antenne, ein Pumpenmodul und einen Linearantrieb vom ICC-VLD und ritt auf dem Stationsarm, gesteuert von Julie Payette und Doug Hurley, jeweils mit einem Bauteil in der Hand zu ESP-3 am Stationsausleger P3. Dort befestigten beide Astronauten die Ersatzteile für eine längere Lagerdauer. Marshburn befestigte auch ein Griffstück an einem Ammoniaktank, sodass dieser bei der Mission STS-128 bewegt werden konnte. Außerdem brachte er zwei Isolierhüllen an den Außenverbindern des Station-to-Shuttle Power Transfer Systems an. Die Installation einer Videokamera Kibōs wurde verschoben. Die EVA endete nach 6 Stunden und 53 Minuten 22:20 UTC. Die defekte Toilette konnte in der Zwischenzeit von ISS-Kommandant Padalka und Frank De Winne repariert werden.
Flugtag sieben (21. Juli) wurde zur Installation des japanischen Logistikmoduls (ELM-ES) an Kibōs „Veranda“ (JEM EF) genutzt. Mark Polansky und Julie Payette übergaben die Palette mit Hilfe des Shuttle-Roboterarms an Kōichi Wakata und Doug Hurley, die den ISS-Roboterarm bedienten. Um 14:30 UTC wurde die Installation der Logistikpalette vollendet. Die Experimente von dieser Palette wurden dann am 23. Juli mit Hilfe von Kibōs Roboterarm entfernt und an Kibōs Veranda angebracht. Die Astronauten Dave Wolf und Chris Cassidy bereiteten ihre Raumanzüge auf ihren Einsatz am nächsten Tag vor. Die Nacht verbrachten die beiden beim Campout in der Luftschleuse, um sich an den bevorstehenden Außeneinsatz anzupassen. Unterdessen verblieb für Polansky, Hurley, Payette und Wolf Zeit, um Fragen zu beantworten, die von Besuchern auf YouTube und Twitter gestellt wurden.

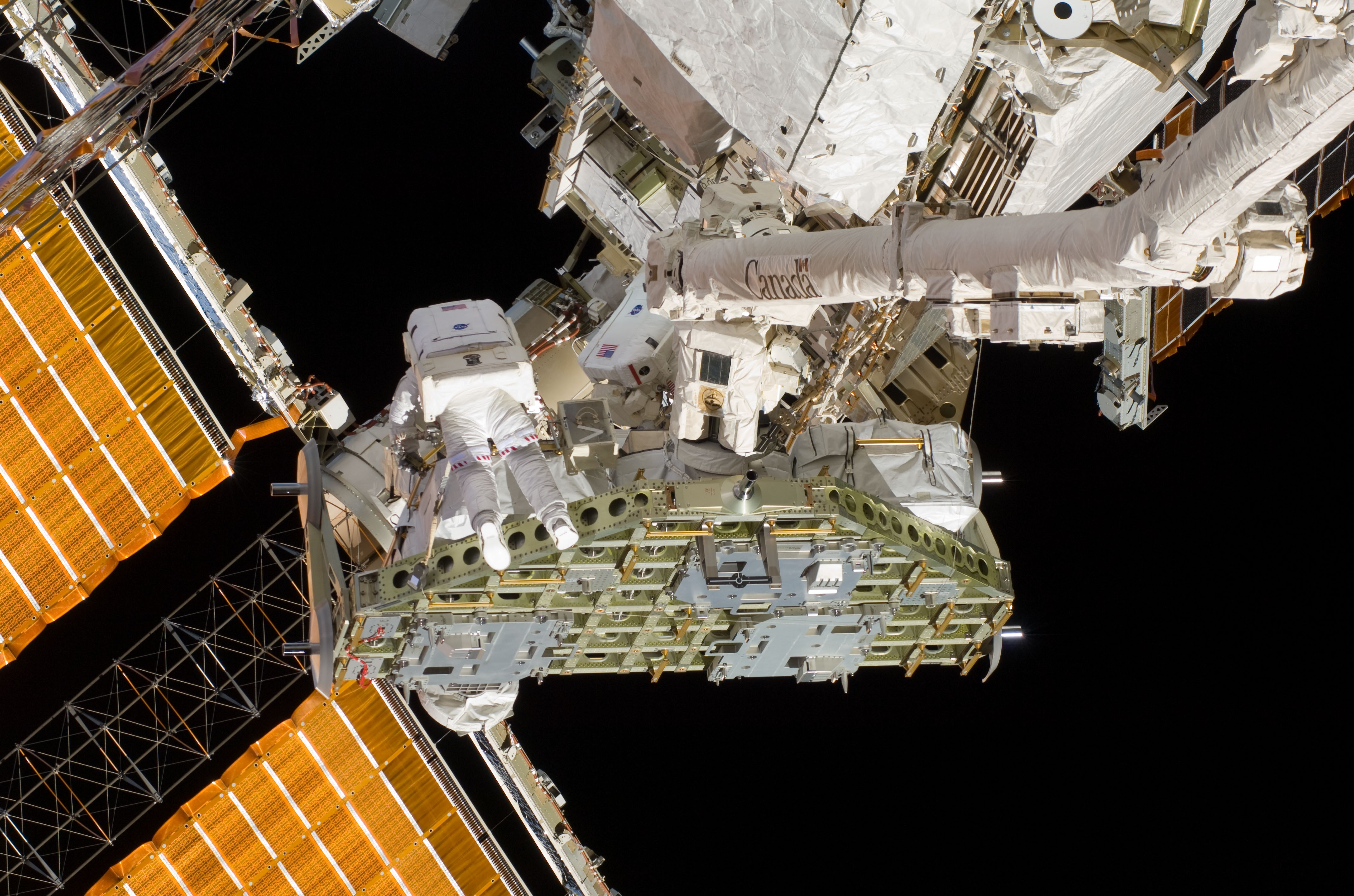
Die beiden Spacewalker an P6

Der dritte Ausstieg mit Dave Wolf und Chris Cassidy begann am achten Tag (22. Juli) um 14:32 UTC. Zuerst wurden Isolierdecken vom Kibō-Modul entfernt und das Kibō-Logistikmodul auf das Entladen am nächsten Tag vorbereitet. Der Frachtträger (ICC-VLD) mit den sechs Ersatzbatterien war von Doug Hurley und Julie Payette mit Hilfe des Stationsroboterarms zum Arbeitsplatz am Solarkraftwerk P6 gebracht worden. Die beiden Astronauten sollten dort die ersten vier Batterien austauschen. Nach zwei neu installierten Batterien musste die EVA aber abgebrochen werden, da sich auf Grund eines defekten CO2-Absorbers in Cassidys Anzug der Kohlendioxidgehalt unzulässig erhöhte. Chris Cassidy war nicht in unmittelbarer Gefahr, die EVA wurde jedoch vorsorglich um 20:31 UTC nach 5 Stunden und 59 Minuten beendet. Die Installation der ersten beiden Batterien konnte jedoch komplett abgeschlossen werden, das Anbringen der restlichen vier wurde jetzt für die nächste EVA am 24. Juli geplant.
Am neunten Missionstag (23. Juli) stand die erste Nutzung von Kibōs Roboterarm an. Mitglieder beider Besatzungen wechselten sich damit ab, die Ausrüstung vom Logistikmodul (ELM-ES) zur Experimentierplattform (EF) zu transferieren und dort seitlich anzubringen. Die Arbeiten zogen sich ein wenig hin, da sich der Roboterarm schneller als erwartet bewegte und deshalb in einen langsameren manuellen Modus umgeschaltet wurde. Die drei Experimente sind: Monitor of All-sky X-ray Image (MAXI), eine Überwachung des gesamten Himmels im Röntgenspektrum, Inter-orbit Communication System (ICS), eine unabhängige Verbindung zwischen Kibō und dem Tsukuba Space Center in Japan sowie Space Environment Data Acquisition Equipment-Attached Payload (SEDA-AP), ein Sensor in einer angefügten Nutzlast zur Gewinnung von Daten der Weltraumumgebung der ISS. Die Besatzung bereitete auch die Raumanzüge und Werkzeuge vor und ging die geänderten Arbeitsabläufe für den vierten Außeneinsatz durch. Cassidy und Marshburn verbrachten die Nacht wieder in der Luftschleuse zum Campout, um sich an die Bedingungen des nächsten Außeneinsatzes anzupassen.

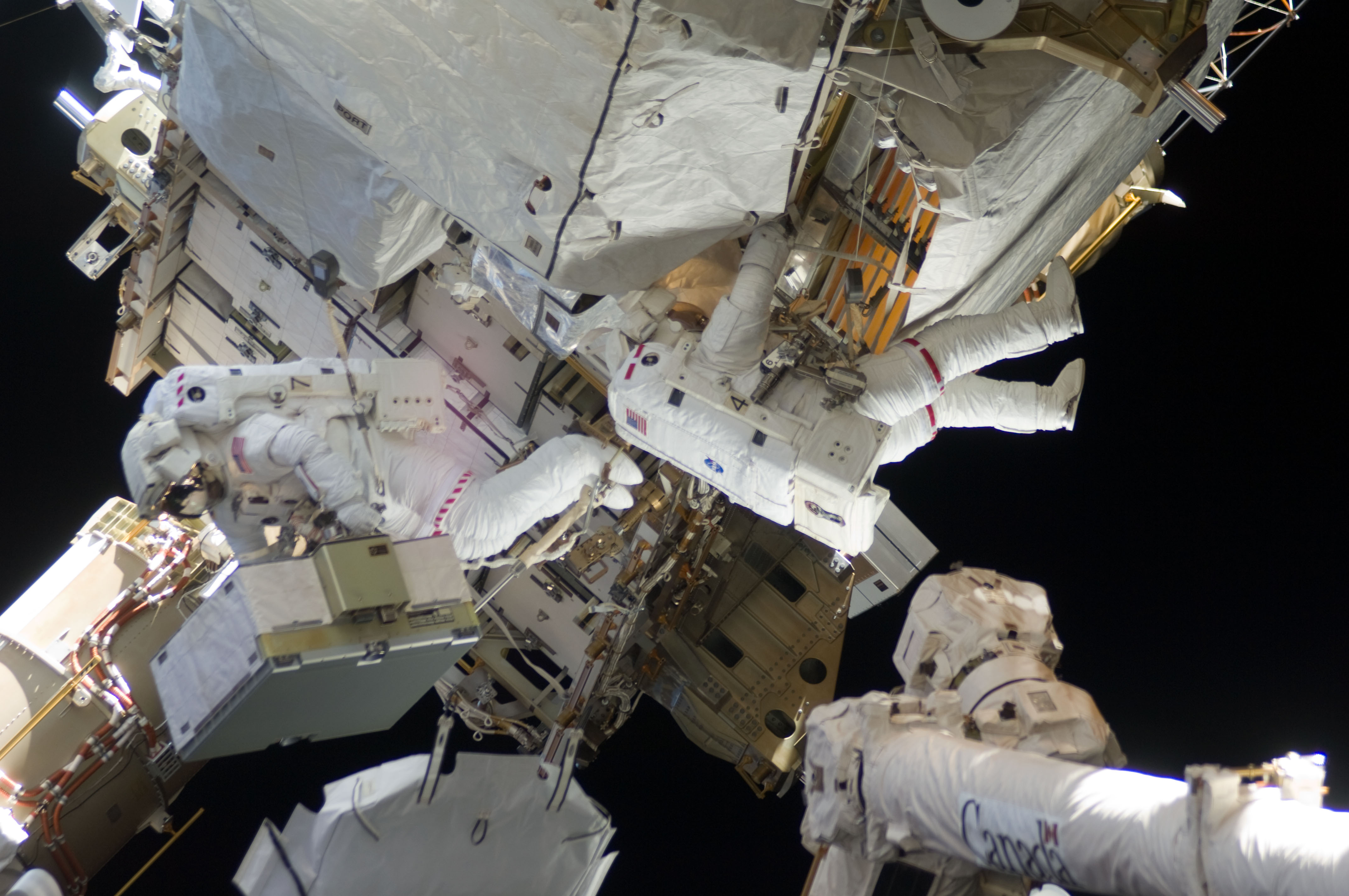
Cassidy und Marshburn beim Batteriewechsel

Am Flugtag zehn (24. Juli) wurde bei EVA vier der Austausch der Batterien an P6 von Cassidy und Marshburn vollendet. Diese waren seit dem Jahr 2000 im Einsatz und hatten an Kapazität verloren. Der Außeneinsatz dauerte insgesamt sieben Stunden und zwölf Minuten. Unterdessen bewegten Kōichi Wakata und Julie Payette mit Hilfe des Stationsarms (Canadarm2) die Frachtpalette (ICC-VLD) mit den sechs verbrauchten Batterien zum Shuttle. Dort befestigten Doug Hurley und Mark Polansky die Palette mittels des shuttleeigenen Roboterarms in der Ladebucht der Endeavour.
Nach dem dienstfreien elften Flugtag wurde am zwölften Tag (26. Juli) Kibōs leere Logistikpalette (ELM-ES) abgekoppelt und im Shuttle verladen. Damit fanden die robotischen Arbeiten der Mission ihren Abschluss. Des Weiteren wurde Ausrüstung und Fracht vom Shuttle zur Station umgeladen. Unterdessen bereiteten Chris Cassidy und Tom Marshburn ihr Raumanzüge und Werkzeuge auf die nächste EVA vor und gingen die geplanten Arbeitsschritte durch. In der nachfolgenden Pressekonferenz konnten Pressevertreter der beteiligten Nationen der vereinten Crew aus STS-127 und ISS-Expedition 20 ihre Fragen stellen.

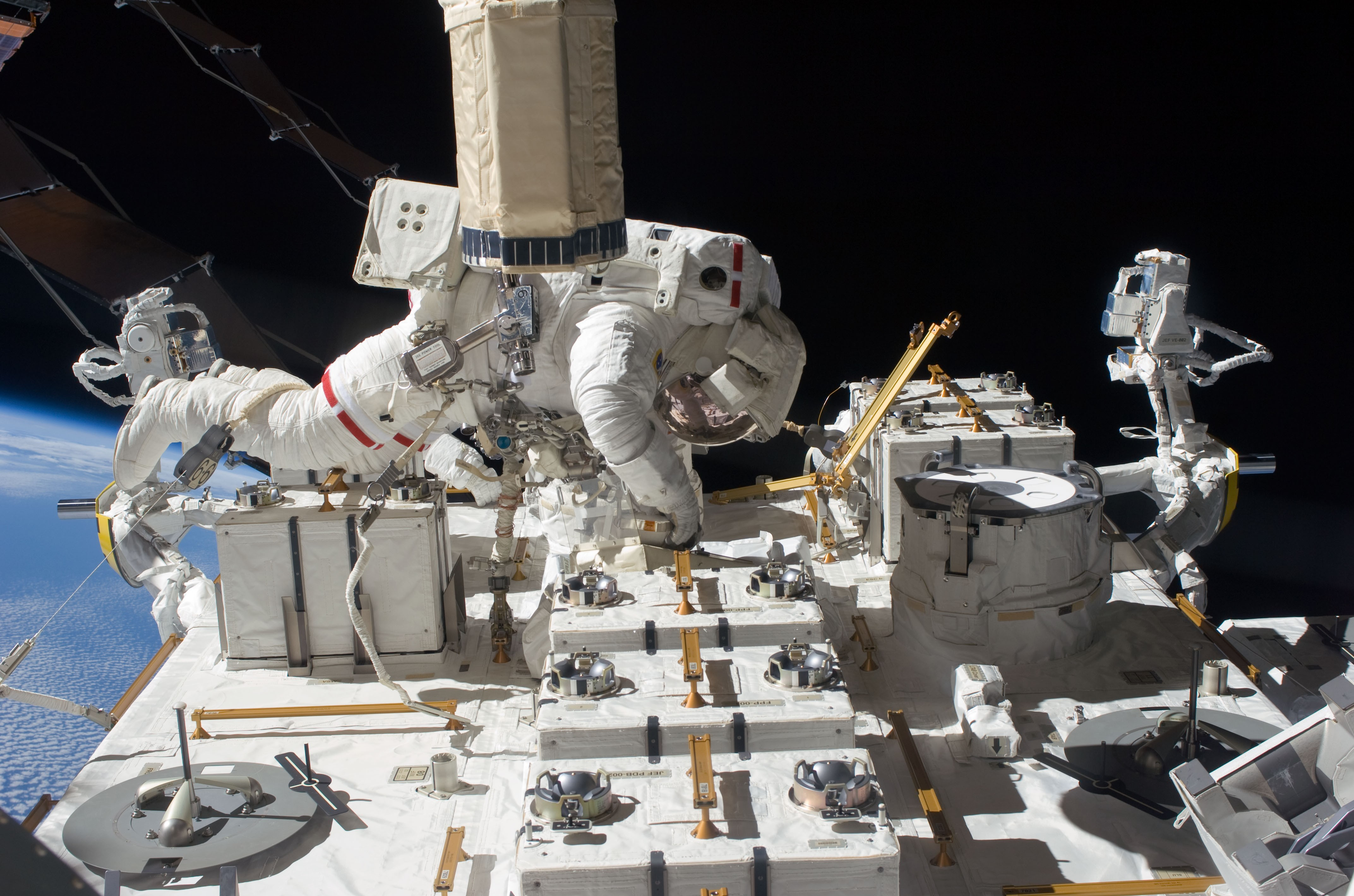
Marshburn an Kibōs Experimentierplattform

Tom Marshburn und Chris Cassidy führten den fünften und letzten Ausstieg am 13. Missionstag (27. Juli) durch, nachdem sie wieder die Nacht beim Campout verbracht hatten. Während Marshburn eine Mehrschichtisolierung um Dextre verstärkte, teilte Cassidy an einem Patchpanel am Gitterelement Z1 die Stromkreise von zwei der vier Gyroskope der Station auf. Anschließend montierten die beiden vorne und hinten an Kibōs Außenplattform (EF) Videoausrüstung, die u. a. auch die Ankopplung des japanischen HTV-Raumfrachters ermöglicht. Da das weiterhin geplante Ausbringen des Nutzlastbefestigungssystems (PAS) am Stationsausleger S3 zu lange gedauert hätte, wurden die beiden angewiesen noch andere Aufgaben zu erledigen, die für spätere Außeneinsätze geplant waren. Dazu gehörten das Befestigen von Kabeln und das Anbringen von Handführungen und einer mobilen Fußklammer zur Unterstützung späterer Ausstiege. Die EVA endete nach 4 Stunden und 54 Minuten und vollendete die Arbeit dieser Mission an der Außenseite des Kibō-Laboratoriums.

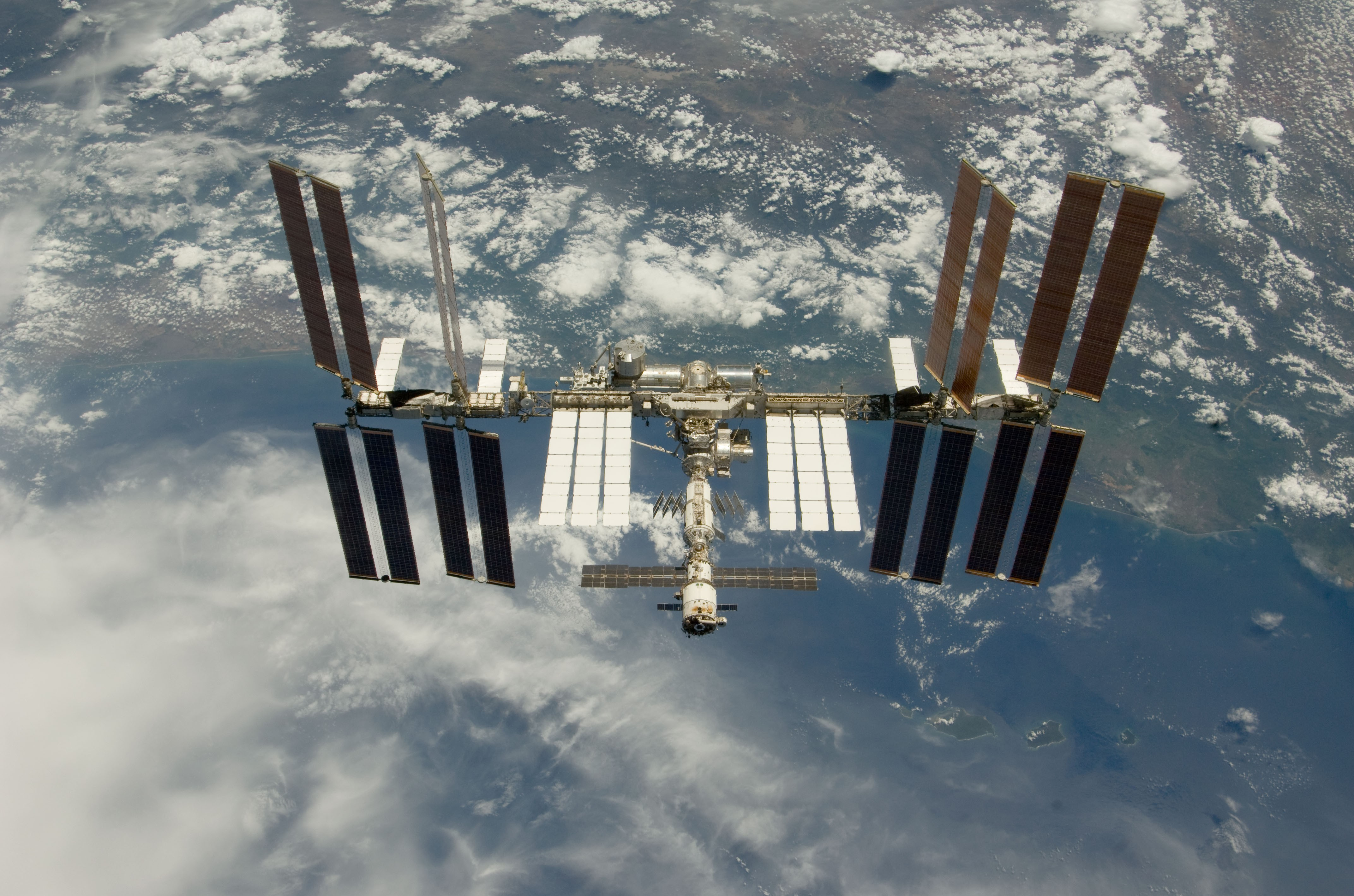
Die ISS nach dem Abdocken der Endeavour

Der 14. Flugtag (28. Juli) stand im Zeichen des Abschieds der Endeavour von der Raumstation. Nach den letzten Transfers gefrorener wissenschaftlicher Proben zum Shuttle und einer kleinen Abschiedszeremonie wurden die Luken zwischen den Raumfahrzeugen geschlossen. Um 17:26 UTC dockte die Endeavour nach insgesamt 10 Tagen, 23 Stunden und 39 Minuten von der ISS ab und entfernte sich von ihr. Anschließend flog Pilot Doug Hurley das Shuttle im Abstand von ca. 120 Metern um die Station herum, sodass die Besatzung den Baufortschritt fotografisch dokumentieren konnte. Nach diesem Manöver entfernte sich schließlich das Space Shuttle 19:09 UTC endgültig von der ISS. Unterdessen bereitete sich die Besatzung der Station auf die Ankunft des Progress-34-Raumtransporters vor.

### Aussetzen von Satelliten und Rückkehr
Den 15. Tag (29. Juli) verbrachte die Crew der Raumfähre mit der Spätinspektion des Hitzeschildes mit Hilfe des OBSS und mit den ersten Vorbereitungen für die Rückkehr zur Erde. Nicht benötigte und lose Gegenstände wurden verstaut. Für Kōichi Wakata wurde ein spezieller Liegesitz aufgestellt, um nach seinem fünfmonatigen Aufenthalt in der Schwerelosigkeit die Belastung durch die Abbremsung beim Wiedereintritt zu verringern. Nach den Tests der Steuerdüsen und der Tragflächenhydraulik wurden am 16. Flugtag (30. Juli) noch zwei Satellitenpaare ausgesetzt:
- DRAGONSat (Dual RF Astrodynamic GPS Orbital Navigator Satellite), ein Demonstrationssatellitenpaar für autonome Rendezvous- und Dockingmanöver mit GPS-Unterstützung, ein gemeinsames Projekt der Texas A&M University und der University of Texas at Austin.[18]
- ANDE-2 (Castor und Pollux, Atmospheric Neutral Density Experiment), zwei äußerlich identische kugelförmige Satelliten mit 0,5 m Durchmesser und unterschiedlicher Masse (50 bzw. 25 kg) zur Untersuchung von Dichte und Zusammensetzung der Erdatmosphäre unterhalb von 335 km Höhe.[19][20] Am 18. August bzw. 29. März 2010 verglühten die beiden Satelliten, von denen der aktive Castor auch von Funkamateuren empfangen werden konnten, in der Erdatmosphäre.[21]

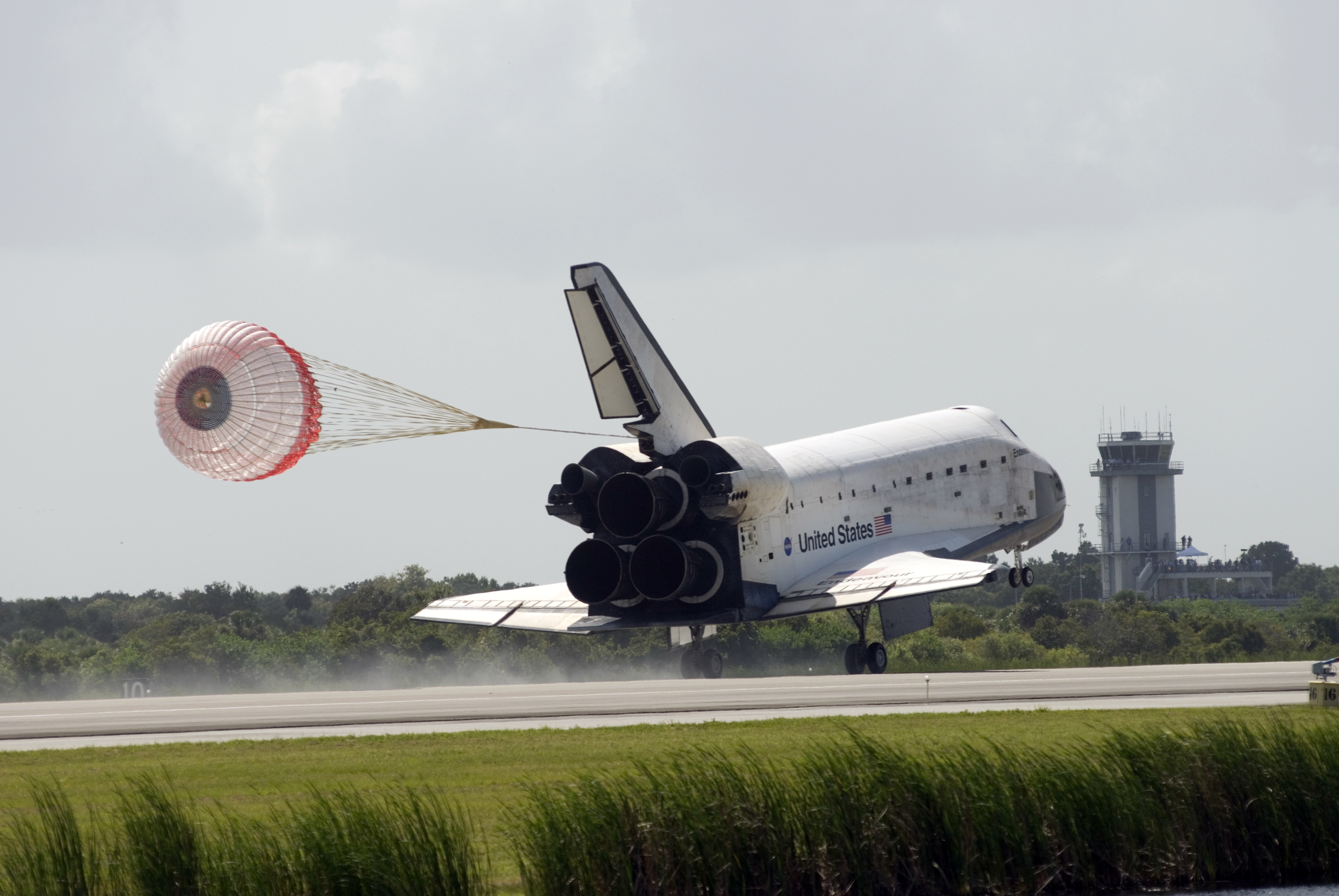
Landung der Endeavour am Kennedy Space Center

Auf Grund der günstigen Wettervorhersagen für die erste Landemöglichkeit am 31. Juli um 14:48 UTC am Kennedy Space Center in Florida wurden die Ladebuchttore um 11:00 UTC geschlossen. Zur Vorbereitung auf die Schwerkraft nahmen die Astronauten mehrere Liter Flüssigkeit (fluid loading) auf. Um 13:27 UTC bekam die Besatzung die Freigabe zum Deorbit Burn. Die Bremszündung begann um 13:41 UTC und verlangsamte das Shuttle um ca. 350 km/h, sodass es nach knapp einem halben Erdumlauf in die dichteren Schichten der Erdatmosphäre eintauchte. Die Landung erfolgte um 14:48 UTC nach 15 Tagen, 16 Stunden und 44 Minuten auf Bahn 15 der Shuttle Landing Facility. Kurz darauf sicherte ein Spezialkonvoi die Raumfähre und half der Besatzung beim Ausstieg, nachdem diese alle Systeme der Raumfähre abgeschaltet hatte. Einige Stunden nach dem Aufsetzen wurde die Endeavour in ihren Hangar geschleppt, wo sie auf ihre nächste Mission, STS-130, vorbereitet wurde.